# مايكل باركهورست
مايكل باركهورست (بالإنجليزية: Michael Parkhurst)‏ (24 يناير 1984 بروفيدنس الولايات المتحدة - ) هو لاعب كرة قدم أمريكي، شارك في الألعاب الأولمبية الصيفية 2008.

## وصلات خارجية
مايكل باركهورست على موقع الاتحاد الدولي (مؤرشف)  (الإنجليزية)
- مايكل باركهورست على موقع الدوري الأمريكي (الإنجليزية)
- مايكل باركهورست على موقع قاعدة بيانات كرة القدم.إي يو (الإنجليزية)
- مايكل باركهورست على موقع ناشيونال فوتبول تيمز (الإنجليزية)
- مايكل باركهورست على موقع Soccerbase.com (لاعب) (الإنجليزية)
- مايكل باركهورست على موقع Soccerway.com (الإنجليزية)
- مايكل باركهورست على موقع عالم كرة القدم.نت (الإنجليزية)
- مايكل باركهورست على موقع أوليمبيديا (الإنجليزية)
- مايكل باركهورست على موقع AS.com (الإسبانية)